# Ділянка горицвіту весняного
Ботанічна пам'ятка природи «Ділянка горицвіту весняного» займала площу 3 га та розміщувалася у Кельменецькому районі Чернігівської області, поряд з Кельменецьким лісництвом (кв.18, вид.6).
Була створена, згідно Рішення Чернівецького облвиконкому № 198 від 30.05.1979 « Про затвердження реєстру заповідних об'єктів та заходи по поліпшенню заповідної справи в області», перезатверджена згідно Рішення Чернівецької обласної ради № 216 від 17.10.1984 « Про затвердження мережі і територій та об'єктів природно-заповідного фонду у відповідності з чинною класифікацією та заходи по поліпшенню заповідної справи в області».
Ділянка є резерватом рідкісної лікарської рослини — горицвіту весняного.
Установа, що була відповідальна за збереження об'єкту — Хотинський лісокомбінат.
8 лютого 1996 року Чернівецька обласна рада ухвалила рішення № 187-р «Про розширення природно-заповідного фонду області», яким були створені 6 нових об'єктів природно-заповідного фонду та ліквідовані 10, в тому числі і ботанічна пам'ятка природи «Ділянка горицвіту весняного».
Скасування статусу відбулось у зв'язку зі знищенням виду на ділянці, яке відбулось по природних обставинах.